# Valle Dorado, Coahuila
Valle Dorado är en ort i Mexiko.   Den ligger i kommunen Sabinas och delstaten Coahuila, i den centrala delen av landet, 900 km norr om huvudstaden Mexico City. Valle Dorado ligger 423 meter över havet och antalet invånare är 804.
Terrängen runt Valle Dorado är platt.  Trakten runt Valle Dorado är nära nog obefolkad, med mindre än två invånare per kvadratkilometer. Närmaste större samhälle är Minas de Barroterán, 1,1 km väster om Valle Dorado. Omgivningarna runt Valle Dorado är i huvudsak ett öppet busklandskap.